# Erdélyi Ákos
Erdélyi Ákos (Pécs, 2004. április 15. –) magyar szélsőjobboldali politikus, a Mi Hazánk Mozgalom tagja, Kaposvár Megyei Jogú Város Önkormányzat Közgyűlésének önkormányzati képviselője és a párt helyi szervezetének elnöke.
A kaposvári közgyűlés Marketing és Turisztikai Bizottságának elnöke, a Pénzügyi és Vagyongazdálkodási Bizottság és a Köznevelési, Tudományos és Kulturális Bizottság tagja.

## Életútja
Erdélyi Ákos 2004-ben született Pécsett. Általános- és középiskolai tanulmányait Kaposváron végezte, ahol a kaposvári Munkácsy Mihály Gimnáziumban érettségizett. 2023-ban felvételt nyert a Magyar Agrár- és Élettudományi Egyetem (MATE) Kaposvári Campusának Gazdaságtudományi Intézetébe, ahol kereskedelem és marketing szakon tanul. Felsőfokú angol C1-es nyelvvizsgával rendelkezik.

## Politikai karrierje
Erdélyit már fiatal kora óta érdekelte a közélet, a lakókörnyezete és az országa sorsa.
- 2020-ban csatlakozott a Mi Hazánk Mozgalom ifjúsági tagozatához.
- 2024 márciusában a Mi Hazánk Kaposvári Szervezetének elnökévé választották.
- 2024-es önkormányzati választásokon a Mi Hazánk Mozgalom kompenzációs listájáról mandátumot szerzett.[1]

### Tevékenységei és kezdeményezései
Erdélyi Ákos több sikeres kezdeményezést indított Kaposváron, amelyek célja a város közterületeinek épségének megőrzése, fejlesztése és védelme.
Rendszeresen lakossági bejelentések alapján lép fel a közösség érdekében, és kéri a helyi lakosokat, hogy észrevételeikkel forduljanak hozzá.

#### Aktivizmus
Lakossági összefogás keretén belül aláírásgyűjtésben vett részt a kaposfüredi posta bezárása ellen, mely a helyiek nyomásgyakorlásának hála sikerrel zárult. A posta a rövid bezárást követően hamar újranyitott.
A Mi Hazánk Munkaügyi Kabinetjének elnöke, Lantos János Kaposváron járt és Erdélyi Ákossal, a párt akkori önkormányzati képviselőjelöltjével tiltakozott az épülő török üveggyár előtt azért, mert kiszorítják a magyar munkavállalókat a harmadik világból érkező migránsmunkások. A demonstrációjuk miatt rendőrt hívtak rájuk.

#### Kaposvári Közgyűlés
Erdélyi a Kaposvári Közgyűlésben is aktív, gyakran felszólal különböző ügyekben. A frissen mandátumot szerzett képviselő első felszólalásában - a meglátása szerint - hibás gazdaságpolitikára hívta fel a figyelmet. Kiállt a kaposvári emberek mellett, a várost külföldi érdekeltségű beruházásokkal és vendégmunkásokkal elárasztani kívánó fideszes városvezetéssel szemben. Továbbá kifejtette, hogy a Mi Hazánk a multik kiszolgálása helyett a hazai ipart, a profit kiáramoltatása helyett a családi gazdaságok, a kis- és középvállalkozások támogatását, a magyar dolgozók megbecsülését helyezné előtérbe.